# Livônia sueca
A Livônia Sueca ou Livónia Sueca (em lapão setentrional:  Svenska Livland) foi um domínio do Império Sueco de 1629 até 1721. O território, no qual constituía a parte meridional da atual Estônia e a parte norte da atual Letônia (a região Vidzeme), representou a conquista da maior parte do polaco-lituano Ducado da Livônia durante o período compreendido ente 1600 e 1629 na Guerra Polaco-Sueca. Partes da Livônia e a cidade de Riga estiveram sob o controle da Suécia em 1621, e a situação foi formalizada no Tratado de Altmark de 1629, mas nem todo o território foi cedido até o Tratado de Oliva em 1660. A parte minoritária da Voivodia de Wenden retida pela República das Duas Nações foi renomeada como Voivodia da Livônia ("Principado Livoniano"), no qual hoje corresponde à região Latgale na Letônia.

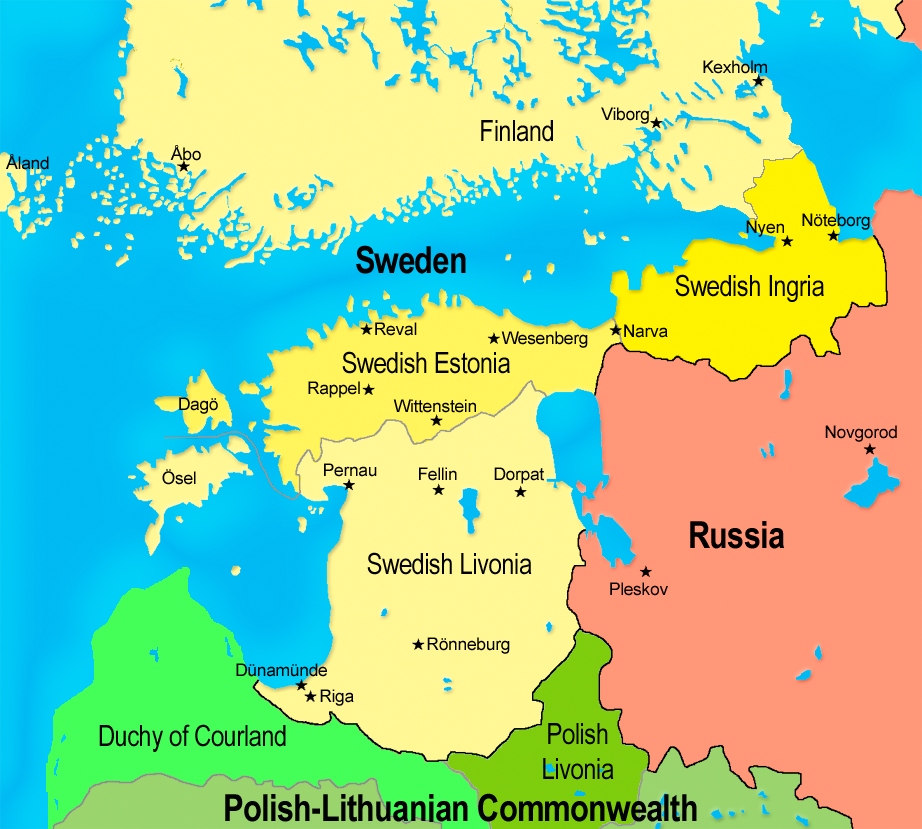
Províncias bálticas do Império Sueco no século XVII.